# Las Margaritas (Chiapas)
Las Margaritas es la cabecera del municipio homónimo, localizado en la región de La Selva de Chiapas (México). Esta ciudad concentra aproximadamente al 20 % de los habitantes del municipio y se localiza en el extremo noroeste del mismo, muy cerca del límite con Comitán.
Fue erigida en pueblo y cabecera municipal mediante decreto del 9 de diciembre de 1871, promulgado por el gobernador chiapaneco José Pantaleón Domínguez. El pueblo fue formado con los habitantes de la ranchería Las Margaritas, perteneciente al departamento de Comitán por aquella época. El jefe político del departamento de Comitán hizo la delineación y demarcación del fundo legal del nuevo asentamiento, concediendo a cada familia de indígenas tojolabales suficientes tierras para casa y sitio.

## Toponimia
La localidad toma el nombre de la ranchería Las Margaritas, que perteneció hasta el siglo XIX al departamento de Comitán. Se dice que este nombre se debe a que en el lugar vivían tres mujeres famosas por su belleza, las cuales llevaban por nombre Margarita.

## Geografía
La ciudad de Las Margaritas se encuentra en el noroeste del municipio del mismo nombre. Se encuentra a una altitud de 1 521 m s. n. m., en las coordenadas 91° 58' 57" W, 16° 19' 0" N. El terreno sobre el que se asienta está marcado por algunas lomas, cuyas pendientes llegan a alcanzar aproximadamente 30 ° en el caso de las más pronunciadas. Hacia el noreste del municipio discurre el río San Carlos, que forma parte de la cuenca del Usumacinta. El clima de la región es templado subhúmedo. La época de mayor precipitación es en verano y otoño. 

## Historia
Las Margaritas adquirió la categoría de pueblo por el decreto de creación del municipio homónimo, segregado del territorio del departamento de Comitán en 1871. Sus pobladores originales fueron mestizos y tojolabales. La parroquia de santa Margarita de Antioquía, patrona católica de la ciudad, es el edificio más antiguo de la misma, y fue construido en 1864. En 1970 se pavimentó la carretera que une la localidad con la vecina Comitán de Domínguez, y en 1971 fue elevada al rango de ciudad.
En 1994, Las Margaritas fue uno de los municipios tomados por los combatientes del Ejército Zapatista de Liberación Nacional (EZLN). El 1 de enero de 1994 un grupo de insurgentes tomó el Palacio Municipal por las armas. En este movimiento se contaron cinco bajas por el lado del Estado mexicano y una por parte del EZLN. Los zapatistas desocuparon de Las Margaritas el 3 de enero de 1994 poco después de secuestrar al exgobernador de Chiapas, general Absalón Castellanos Domínguez en su rancho de San Joaquín, muy cerca de la ciudad.    

## Demografía
La ciudad experimentó un crecimiento importante de su población a partir de la década de 1980. Este proceso coincide con el amplio movimiento de refugiados guatemaltecos hacia el término del municipio, ubicado en la frontera entre Guatemala y México. En el censo de 1990 la población de la ciudad representaba aproximadamente el 10 % de la población del municipio. En 2010, albergaba al 20 % de los margariteños. Estos movimientos demográficos también están relacionados con el conflicto de Chiapas, entre el Ejército Zapatista de Liberación Nacional y el Estado mexicano.
| Gráfica de evolución demográfica de Las Margaritas entre 1900 y 2010                                     |
| |
| Fuente: "Las Margaritas". En Inegi:Archivo histórico de Localidades. Consultado el 2 de febrero de 2015. |

## Economía

### Agricultura
En el municipio se cultiva principalmente el maíz, frijol, café y tomate.

### Explotación forestal
En el municipio se producen maderas de cedro, caoba, roble, hormiguillo y Guanacaste.

### Industria
En el municipio se produce tabique y artesanías.

### Turismo
Entre los atractivos turísticos con que cuenta el municipio destacan las ruinas arqueológicas de Xintahual, San Joaquín, San Mateo Paloma Real, Los Cimientos y Monte Guerrero, el templo de Santa Margarita, las Cascadas de Santo Domingo y la belleza de los ríos, lagunas y paisajes naturales del municipio.

### Comercio
El municipio cuenta con una gran variedad de establecimientos comerciales que ofrecen artículos de primera y de segunda necesidad como son: alimentos, abarrotes, calzado, vestido, muebles, etc.

### Servicios
El municipio cuenta con los servicios de hospedaje, restaurantes, servicios bancarios, talleres, etc.

## Religión
El 62.21% de la población profesa la religión católica, 22.93% protestante, 6.92% bíblica no evangélica y 7.16% no profesa credo. En el ámbito regional el comportamiento es: católica 63.63%, protestante 14.35%, bíblica no evangélica 7.54% y el 13.55% no profesa credo. Mientras que en el estatal es 63.83%, 13.92%, 7.96% y 13.07% respectivamente.

## Principales ecosistemas
Flora. La vegetación es de selva alta en la primera zona climática y de bosque pino–encino y está constituida por flor del Carmen, frijolillo, memela, hule, jimba, romerillo, ciprés, sabino, manzanilla y roble.
Fauna. La fauna del municipio está constituida por una gran variedad de especies de las cuales las más sobresalientes son: mazacuata, iguana de ribera, tortuga plana, zopilote rey, armadillo, jabalí, mapache, tejón, venado, cabrito, culebra ocotera, gavilán golondrino, ardilla voladora, venado de campo.

## Personas destacadas
• Eligio Velasco. Sacerdote. 
• Eufrasio Guillén Cortés. Educador. 
• Raymundo Rojas. Educador. 
• Gaudelio Madina. Educador. 
• Natividad Gordillo. Sacerdote.
•Hector Argüello Dominguéz. Profesor
•Leocadio Rubén Morales Ancheyta. Musico

## Lenguas indígenas
En este municipio según la página oficial de la ciudad se hablan lenguas indígenas, entre estas:
Tojolabal: 20,599 Hablantes
Tsotsil:1,365 Hablantes
Kanjobal:998 Hablantes
Tseltal:627 Hablantes
Chuj:145 Hablantes
Chol:20 Hablantes
En 1994 se convirtió en uno de los pueblos ocupados por el EZLN, en el Levantamiento zapatista